# Javier Fesser

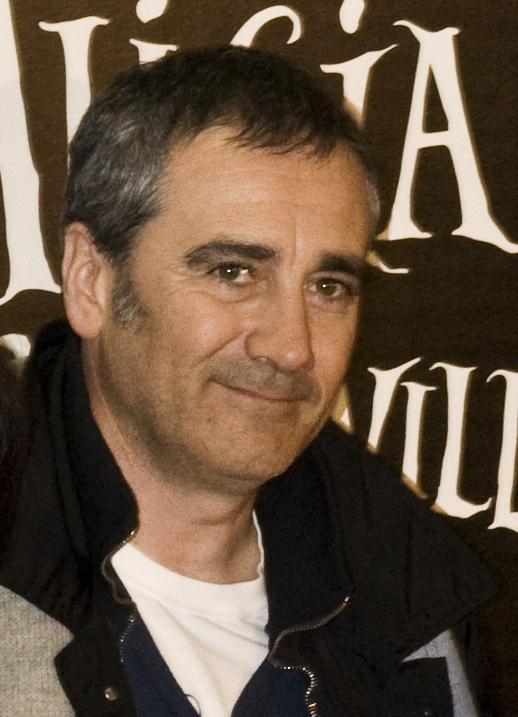

Javier Fesser (* 1964 in Madrid) ist ein spanischer Filmregisseur, Drehbuchautor, Filmeditor und Publizist.

## Leben
Fesser, dessen Bruder Guillermo Journalist ist, studierte Kommunikationswissenschaft an der Universität Complutense Madrid. 1986 gründete er Línea Films. Sein Film Camino wurde 2009 mit sechs Goyas ausgezeichnet, Javier Fesser erhielt dabei den Preis für die beste Regie.

## Filmografie
- 1995: El secdleto de la tlompeta
- 1995: Aquel ritmillo
- 1998: El milagro de P. Tinto
- 2003: Clever & Smart (La gran aventura de Mortadelo y Filemón)
- 2004: Binta y La Gran Idea
- 2008: Camino
- 2013: Al final todos mueren
- 2014: Clever & Smart: In Geheimer Mission (Mortadelo y Filemón contra Jimmy el Cachondo)
- 2018: Wir sind Champions (Campeones)

## Auszeichnungen
- 2007: Academy Award for Live Action Short Film (nominiert)